# 池田剛
池田 剛（いけだ たけし、1972年12月27日 - ）は、日本の映画監督である。イタリア在住。

## 人物
東京都出身。世界を旅しながら映画を制作する映像作家、アーティストとして活動している。「人生アート」を標榜する。

### 経歴
寿司屋の息子として生まれた。高校卒業後、個人での映像製作を開始、また、自ら役者としても演じることもあった。さらに交流団体「CRAZY RUNNINGS」を主宰、また執筆も行っていた。
2001年（平成13年）には、劇場公開映画 「ON THE BOAT」のオーディションに合格、世界一周をしつつ映画製作をした。その後、単身イタリアに渡り、ドキュメンタリー映画の製作を続けている。

### その他
- 2004年ぴあフィルムフェスティバルグランプリ「ある朝スウプは」の高橋泉と廣末哲万を出会わせた。
- 元アイドルでタレントの坂井順子とは、小学生の同級生である。
- イタリアでサッカー指導者としての経験を積んでいる元サッカー選手、河村優との交流がある。

## 主な作品

### 映画
- 『ON THE BOAT』2001年 撮影監督 78分/35mm

　　　　　　エンディング 『あなたの人生で大切なものは何ですか?』
　　　　　　メイキング　 『INSIDE THE BOAT -地獄を見ても、前へ進め-』
- 2002年　『Come Va?』監督 15分/miniDV

- 2003年　予告編『GLI ARTIGIANI - prezentazione』監督 4分/miniDV

- 2012年　『Una Domenica da KAPPA』監督 10分/HD

『Una Domenica da KAPPA』Forum Zadar International Film Festival 2012 ADRIA SHORTS 部門にて,
CORTI NELL‘AIA 2012 にて上映

### 過去の出演作品

#### ラジオ
- Blue-radio.com 安部偲の活動リサーチ社 2011年07月15日 - 07月22日